# Horizontal Situation Indicator
Der Horizontal Situation Indicator, HSI ist ein Instrument für die Funknavigation von Luftfahrzeugen. Es dient der Flugweganzeige und wird hauptsächlich als Backup für andere, modernere Navigationssysteme, wie beispielsweise für das HSD (Horizontal Situation Display) eingesetzt.

## Aufgaben des Instruments
Es handelt sich um ein Kombinationsinstrument aus VOR-Empfänger, Kurskreisel (Gyrosyn) und Gleitpfadanzeige für das Instrumentenlandesystem, ILS, das verschiedene Navigationsinformationen in einem Gerät vereinigt und dadurch die funknavigatorische Arbeit im Cockpit spürbar erleichtert. Im Vergleich zu getrennten Instrumenten, vermittelt die Darstellung des HSI einen schnelleren und intuitiveren Überblick über die räumlichen Verhältnisse und erlaubt die präzisere Ausführung komplexer Instrumentenflugverfahren, z. B. von Warteverfahren und von Instrumenten-Landeanflügen.
Das HSI wird besonders in Flugzeugen genutzt, die häufig nach Instrumentenflugregeln geflogen werden. Einige Luftfahrt-GPS-Empfänger besitzen ebenfalls eine HSI-Anzeige, die jedoch gegenüber fest im Flugzeug eingebauten Systemen eingeschränkt ist.

## Aufbau
Das Gerät ist mit dem Kurskreisel, dem VOR-Empfänger, dem Glide Slope und dem Autopiloten verbunden. Der Gleitweganzeiger erscheint auf einer oder beiden Seiten als kleines gelbes Dreieck.
Im  Gegensatz zum  normalen  VOR-Anzeigegerät hat das HSI eine Gradscheibe, die als Kurskreisel nachgeführt wird, die sich also mit dem veränderlichen Kurs mitdreht. Auf dem HSI ist das eigene Flugzeug in der Mitte des Instruments miniaturisiert abgebildet. VOR oder ILS-Localizer sind in Relation zum Miniaturflugzeug dargestellt.

## Interpretation der Anzeige
Das HSI bietet eine Orientierung aus der Vogelperspektive für die Navigation.
Es gibt die Kurs-, Steuerkurs- und Peilungsinformationen bezogen auf ein VOR, auf Steuerpunkte, auf Landebahnen, oder Markerpunkte an.
Bei einer normalen VOR-Anzeige müssen RECHTS und LINKS sowie TO/FROM mit Bezug auf den eingestellten Kurs interpretiert werden. Wenn das HSI auf eine VOR-Station eingestellt ist, ist rechts und links auch real rechts und links. TO/FROM wird einfach durch Nadelanzeige dargestellt. Die eigene Position (Flugzeug) ist in der Mitte. Zeigt der Pfeil nach oben (vorne), ist (TO) gemeint, zeigt der Pfeil nach hinten (unten), ist FROM gemeint.